# 안승남
안승남(安昇男, 1965년 12월 29일 ~ )은 대한민국의 정치인이다. 제16대 경기도 구리시장을 역임했다.

## 학력
- 한양초등학교 졸업
- 한영중학교 졸업
- 1981 ~ 1984 대광고등학교 졸업
- 1985 ~ 1990 한국외국어대학교 경제학 학사

## 경력
- 1990 ~ 1994 쌍용그룹 범아석유
- 1995 ~ 2002 구리남양주시민모임 사무국장, 강사
- 1998 경기도 구리시 선거관리위원회 위원
- 2002 ~ 2006 구리남양주시민모임 의장
- 2004 구리넷 이사
- 2005 민주당 지속가능발전특별위원회 부위원장
- 구리시 지방행정체제개편논의 범시민대책위원회 집행위원장
- 2010.07 ~ 2014.06 제8대 경기도의회 의원(초선, 구리시 제2선거구)
  - 2010.07 ~ 2012.06 제8대 경기도의회 전반기 도시환경위원회 위원장
  - 2012.07 ~ 2014.06 제8대 경기도의회 후반기 행정자치위원회 위원
- 2014.07 ~ 2018.03 제9대 경기도의회 의원(재선, 구리시 제2선거구)
- 2018.07 ~ 2022.06 : 제16대 민선 7기 경기도 구리시장(초선)

## 전과
- 공직선거및선거부정방지법위반: 징역 6월, 집행유예 2년 - 2000년 12월 7일 선고[1]

## 7회 지방선거 관련 허위사실공표 논란
제7회 지방 선거 당시 SNS 등을 통해 '구리월드디자인시티' 사업이 '경기도 연정 1호 사업'이라는 내용의 허위사실을 공표한 혐의(공직선거법 위반)로 기소되었다. 2019년 5월 31일 의정부지법에서 열린 1심에서 무죄를 선고받았다. 2019년 11월 14일 서울고법에서 열린 2심에서도 무죄를 선고받았다. 2020년 2월 13일 대법원에서 원심이 확정되었다.

## 역대 선거 결과
|  | 9.54% |

|  | 54.62% |

|  | 55.23% |

|  | 60.03% |

|  | 43.56% |